# Ashley Lawrence
Pour les articles homonymes, voir Lawrence.
Ashley Lawrence, née le 11 juin 1995 à Toronto, est une joueuse de soccer internationale canadienne évoluant au poste de défenseuse latérale à l'Olympique lyonnais.

## Carrière

### En club
Ashley Lawrence naît à Toronto en Ontario et grandit à Brampton puis Caledon East, au nord-ouest de Toronto. Elle commence à jouer pour le Brams United Girls Soccer Club.
De 2014 à 2016, elle étudie à l'université de Virginie-Occidentale, et joue dans le championnat universitaire avec les Mountaineers. Elle est alors co-capitaine de l'équipe, et remporte de nombreuses distinctions. Elle joue également durant cette période pour les franchises W-League des Toronto Lady Lynx et Ottawa Fury Women,. En juin 2016, elle signe avec Vaughan Azzurri en League1 Ontario pour obtenir du temps de jeu avant les Jeux olympiques de Rio.
Après avoir obtenu son diplôme universitaire, Lawrence est annoncée comme potentiel premier choix de la College Draft NWSL 2017. Elle décide finalement début janvier 2017 de signer au Paris Saint-Germain, en France, un contrat jusqu'en 2019,. Avec le PSG, elle atteint la finale de la Ligue des champions lors de sa première saison, où elle perd en finale contre Lyon aux tirs au but. La saison suivante, elle remporte la Coupe de France. En décembre 2018, elle prolonge son contrat avec le PSG jusqu'en 2023. Replacée au poste de latérale droite depuis la saison 2020-2021, elle joue son 100e match avec le PSG lors de la victoire 5-0 face à Guingamp le 23 janvier 2021. Au terme d'une saison historique pour le club parisien, elle devient championne de France. En 2023, en fin de contrat, elle quitte le club de la capitale après six ans et demi et trois trophées remportés. Elle rejoint le Chelsea FC de la Super League d’Angleterre en vue de la saison 2023-2024.

### En sélection
En 2010, alors qu'elle entre à 14 ans dans le programme national de formation, Ashley Lawrence participe à la Coupe du monde des moins de 17 ans organisée à Trinité-et-Tobago. Deux ans plus tard, elle participe au Championnat de la CONCACAF des moins de 17 ans 2012 au Guatemala, et à nouveau à la Coupe du monde des moins de 17 ans, en Azerbaïdjan.
En janvier 2013, à l'âge de 17 ans, elle fait ses débuts avec l'équipe nationale féminine lors d'un tournoi amical contre la Chine. En 2014, elle  participe à la Coupe du monde des moins de 20 ans au Canada. Elle est sélectionnée pour disputer la Coupe du monde de 2015 au Canada, et est titulaire pour les cinq matchs du Canada. Elle marque l'unique but canadien du match contre les Pays-Bas. En 2016, elle dispute avec le Canada les Jeux olympiques de Rio, et remporte la médaille de bronze. En 2019, elle participe à la Coupe du monde en France et atteint les huitièmes de finale. Titulaire au poste de latérale gauche désormais, elle est la meilleure à son nouveau poste lors de la compétition et une pièce maîtresse de la génération montante du Canada.

## Palmarès

### En club
Paris Saint-Germain
- Championnat de France (1)
  - Championne en 2021.
  - Vice-championne en 2018, 2019, 2020, 2022 et 2023.

- Coupe de France (2)
  - Vainqueur en 2018 et 2022.
  - Finaliste en 2017, 2020 et 2023.

- Ligue des champions
  - Finaliste en 2017.

- Trophée des championnes
  - Finaliste en 2019 et 2022.

 Chelsea
- Championnat d'Angleterre (2)
  - Championne en 2024 et 2025

### En équipe nationale
- Médaille d'or aux Jeux olympiques de Tokyo 2020
- Médaille de bronze aux Jeux olympiques de Rio 2016

### Distinctions personnelles
- Joueuse canadienne de l'année (ACS) : 2019

- Membre de l’équipe type de D1 2020-2021 aux Trophées UNFP du football 2021
- Membre de l’équipe féminine mondiale de l’année 2021 en tant que latérale droit : IFFHS
- 8e du ballon d’or 2021

## Statistiques
| Saison                | Club                  | Championnat           | Championnat | Championnat | Coupe(s) nationale(s) | Coupe(s) nationale(s) | Supercoupe | Supercoupe | Compétition(s) continentale(s) | Compétition(s) continentale(s) | Compétition(s) continentale(s) | Total | Total |
| Saison                | Club                  | Division              | M.          | B.          | M.                    | B.                    | M.         | B.         | Comp.                          | M.                             | B.                             | M.    | B.    |
| 2016-2017             | Paris Saint-Germain   | Division 1            | 11          | 1           | 5                     | 0                     | -          | -          | C1                             | 5                              | 0                              | 21    | 1     |
| 2017-2018             | Paris Saint-Germain   | Division 1            | 21          | 0           | 6                     | 0                     | -          | -          | -                              | -                              | -                              | 27    | 0     |
| 2018-2019             | Paris Saint-Germain   | Division 1            | 14          | 2           | 2                     | 0                     | -          | -          | C1                             | 4                              | 0                              | 20    | 2     |
| 2019-2020             | Paris Saint-Germain   | Division 1            | 9           | 3           | 3                     | 1                     | 1          | 0          | C1                             | 5                              | 0                              | 18    | 4     |
| 2020-2021             | Paris Saint-Germain   | Division 1            | 20          | 1           | 1                     | 0                     | -          | -          | C1                             | 6                              | 1                              | 27    | 2     |
| 2021-2022             | Paris Saint-Germain   | Division 1            | 17          | 0           | 5                     | 2                     | -          | -          | C1                             | 9                              | 0                              | 31    | 2     |
| 2022-2023             | Paris Saint-Germain   | Division 1            | 20          | 0           | 5                     | 0                     | 1          | 0          | C1                             | 8                              | 0                              | 34    | 0     |
| Total sur la carrière | Total sur la carrière | Total sur la carrière | 112         | 7           | 27                    | 3                     | 2          | 0          | -                              | 37                             | 1                              | 178   | 11    |